# I en sommernat
I en sommernat er Lars Lilholt Bands fjerde album udgivet i 1988.

## Spor
- Dansen går
- I en sommernat
- Der løber en hest
- Der står et træ
- Det du aldrig sagde
- Og det blir sommer igen
- Ovre bag ved Egholm
- På en grøn oase
- Når båden lagde til
- Tænd for radioen
- Ved den gamle gitterbro
- Fra et hul i himlen
- Der går et skib

## Musikere
- Tommy Kejser (bas, kor)
- Gert Vincent (e-bow, kor, slide-guitar, elektrisk guitar)
- Klaus Thrane (trommer, kor, slagtøj)
- Tine Lilholt (blokfløjter, tangenter, kor, pennywhistle)
- Kristian Lilholt (tangenter, kor, akustisk guitar, bas, piano, slagtøj, flygel, orgel)
- Lars Lilholt (violin, kor, vokal, hammerdulcimer, drejelirer, krumhorn,bombarde)
- Nils Torp (kor, oscar synth, emu, harmonika, jødeharpe)